# Club Uruguay

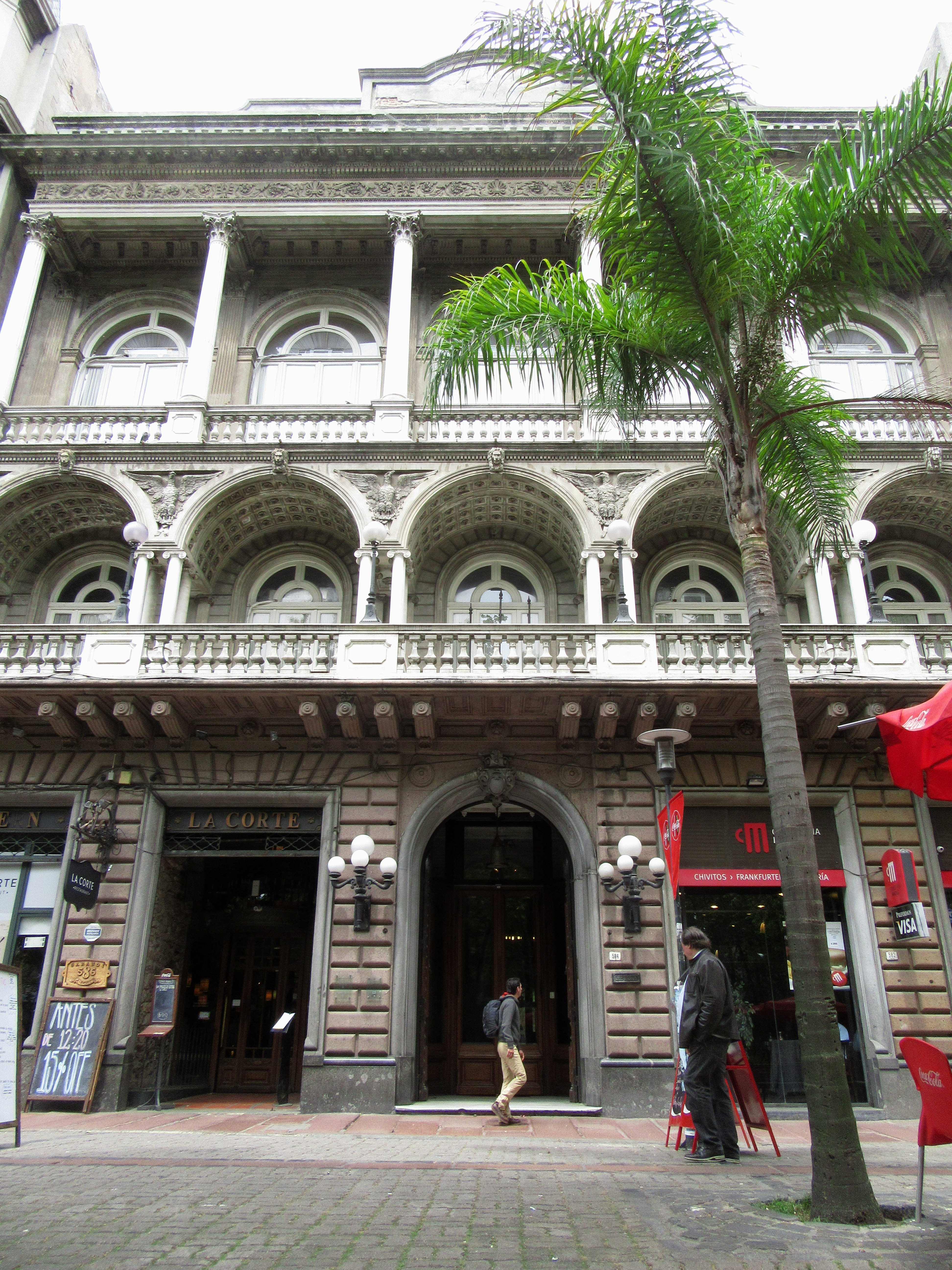
Club Uruguay (2016)

Das Club Uruguay ist ein Bauwerk in der uruguayischen Landeshauptstadt Montevideo.
Das von 1886 bis 1888 errichtete Gebäude befindet sich in der Ciudad Vieja an der Calle Sarandí 582-586 zwischen den Straßen Juan Carlos Gómez und Ituzaingó an der Südseite des Plaza Matriz. Die 1885 vorgenommene Planung des Gebäudes stammt vom italienischen Ingenieur Luigi Andreoni. Die symmetrische Architektur des Gebäudes wird dem Eklektizismus zugeordnet und enthält sowohl Referenzen an die Renaissance, den Manierismus sowie den Barock.
Seit 1975 ist das Gebäude als Monumento Histórico Nacional klassifiziert.